# Segni (Italia)
Segni è un comune italiano di 8 956 abitanti della città metropolitana di Roma Capitale nel Lazio.

## Geografia fisica

### Territorio
Nel territorio comunale si elevano il monte Lupone, alto 1 378 metri, il Punta dei Briganti, di altitudine pari a 1099 metri, il Punta della Melazza, di 1 084 metri, il Monte dei Briganti (1129,2 m s.l.m.), il Monte Grugliano (1001,7 m s.l.m.), il Monte Locino (1083,3 m s.l.m.), il Monte Pratiglio (960,5 m s.l.m.) e il Monte Puzzo (1170,3 m s.l.m.) appartenenti al gruppo montuoso dei monti Lepini, facenti a loro volta parte dell'Antiappennino Laziale.

### Clima
- Classificazione climatica: zona E, 2331 GR/G

## Storia

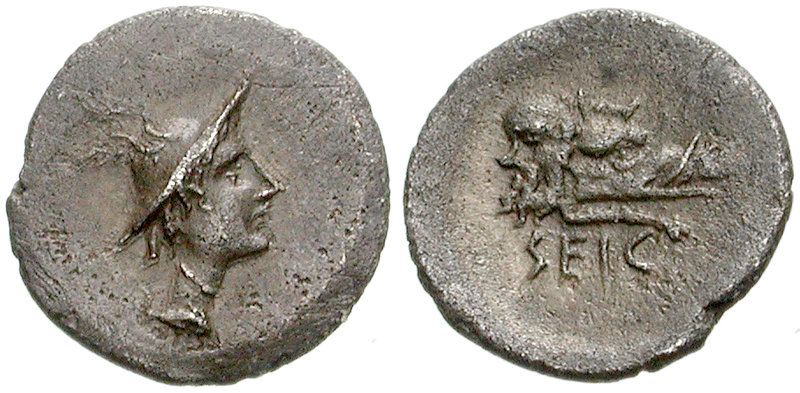
Obolo coniato a Segni, 280-275 a.C.

I primi insediamenti nel territorio di Segni risalgono all'età del bronzo, ma, l'abitato si sviluppò solo in epoca romana, tempo in cui Segni rivestì una posizione strategica sulla valle del fiume Sacco.
Nel VI secolo a.C. Tarquinio il Superbo re di Roma, inviò a Signia dei coloni e una guarnigione armata per proteggere, per via terra, le vie di accesso alla città di Roma; ciò è dimostrato anche da numerosi resti archeologici rinvenuti sul territorio.
Nel 499 a.C., consoli Tito Ebuzio Helva e Gaio Veturio Gemino Cicurino, resistette a un tentativo di attacco portato da un contingente di Latini condotti da Sesto Tarquinio, figlio di Tarquinio il Superbo, nell'ambito delle azioni intraprese dai Tarquini per sollevare i Latini contro Roma, azioni che avrebbero avuto il loro epilogo militare nella battaglia del Lago Regillo.
Nel 493 a.C. i Segnini sottoscrissero assieme ad altre popolazioni il Foedus Cassianum, il trattato di pace e alleanza stipulato tra le città latine e Roma.
Signia fu una città-stato autonoma fino al 340 a.C., anno della guerra latina, quando venne stipulato un patto con i Romani.
Nel III secolo Signia era una città fiorente che, unica nel Lazio, coniò monete d'argento con la legenda SEIC, da cui si crede derivi il nome della città, anche se altri lo fanno derivare dalle insegne di Tarquinio il Superbo, Signia in latino,  o dalla statua del dio Mercurio Signinum, presente nel dritto delle monete di Segni.
Per la sua fedeltà nei confronti di Roma, Segni venne scelta come luogo di prigionia nella guerra contro Annibale.
I Romani la elevarono a municipio nell'89 a.C. e la fregiarono della sigla SPQS (Senatus Populusque Signinus) godendo così di relativa indipendenza ma con obblighi di alleanza con la stessa Roma.
Tra l'era repubblicana e il successivo periodo imperiale, a Signia venne costruito il foro, i templi: uno al dio Ercole e uno a Giunone Moneta, vengono innalzati monumenti a varie divinità e all'imperatore Caracalla venne dedicato il foro e vennero costruite numerose ville nel circondario.
Tra la fine del VI secolo e l'inizio del successivo nacque a Segni papa Vitaliano (appartenente alla famiglia dei conti Nardoni), che pontificò dal 657 al 672.
Nei secoli XII-XIII, inserita nel Ducato Romano e nel "Patrimonio di S. Pietro", Segni si sviluppò sotto il dominio della Santa Sede raggiungendo l'apice della fama e l'autonomia locale. Nel XIII secolo viene costruita l'odierna piazza Santa Maria, la vecchia cattedrale duecentesca, il palazzo della Comunità e l'Episcopio. In tale periodo Segni divenne residenza estiva dei papi e venne costruita da papa Eugenio III una residenza estiva, che oggi ospita il seminario vescovile.
Nel 1585 papa Sisto V elevò Segni a ducato (il primo duca fu Alessandro Conti Sforza).
Il 20 settembre 1870 Segni entrò a far parte del Regno d'Italia dopo la presa di Roma da parte delle truppe del Regno d'Italia.
Bombardata dagli aerei alleati il 7 marzo 1944, Segni ha perso l'antica chiesa di Santa Lucia, successivamente ricostruita, mentre 132 furono i civili uccisi in tale occasione.

## Monumenti e luoghi d'interesse

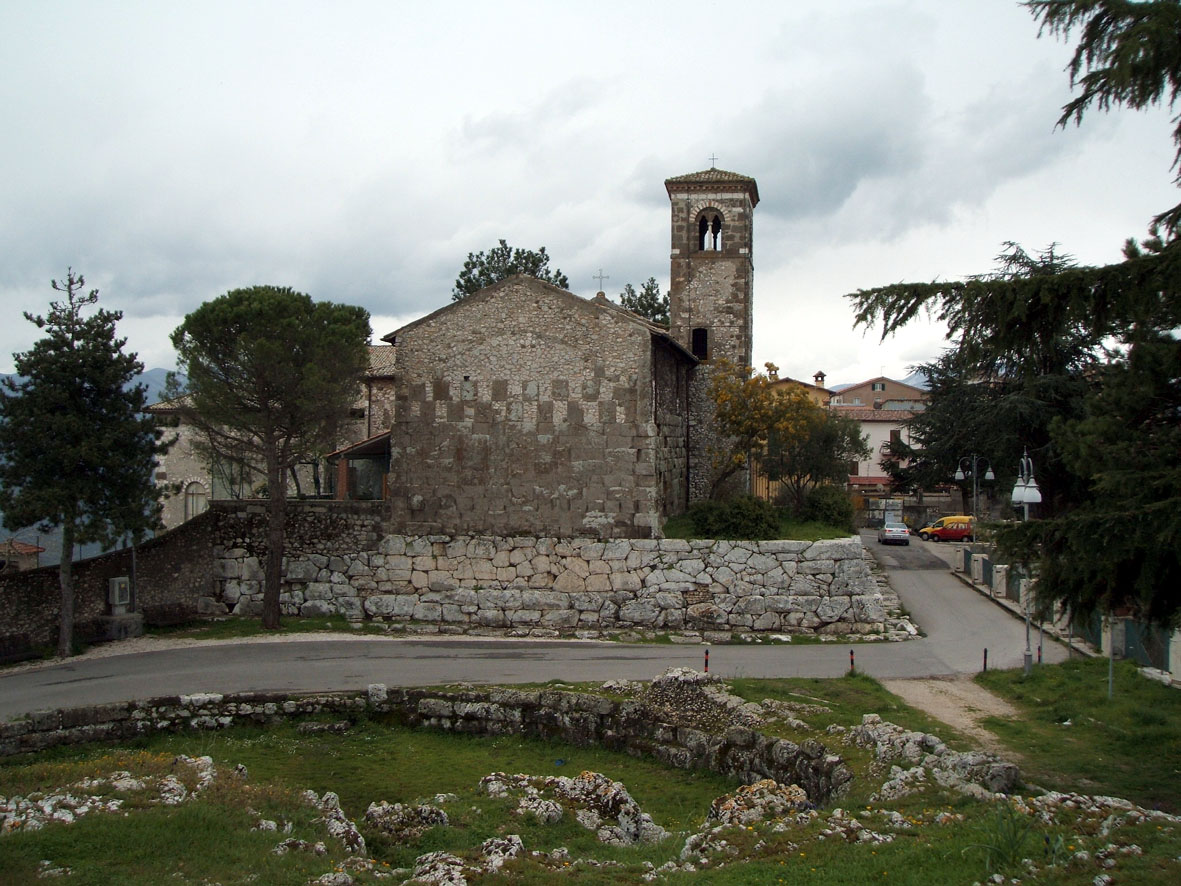
Chiesa di San Pietro

### Architetture religiose

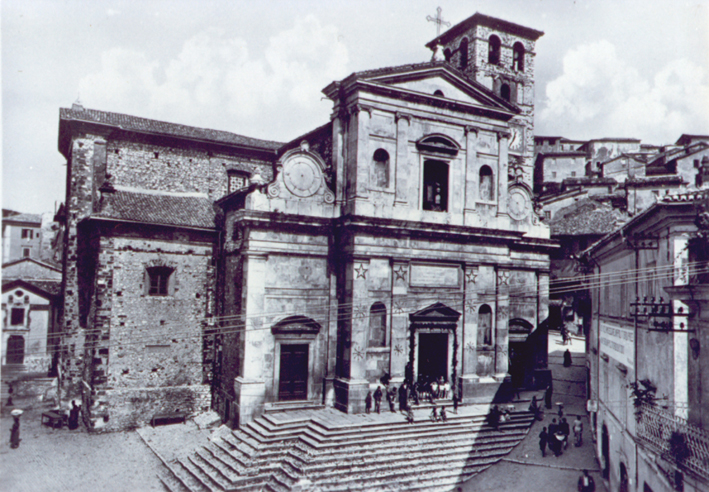
Concattedrale di Santa Maria Assunta
La chiesa fu costruita nella prima metà del XVII secolo, sulle rovine della precedente che risaliva al 900, al tempo di San Bruno. Ha facciata neoclassica e poggia su un'ampia gradinata.
Il campanile, a lato della chiesa, risale all'XI secolo. È alto 24 metri, ha sezione quadrata con 5,25 metri di lato. La torre consta di 5 piani divisi esteriormente da una serie di cinque archi pensili. Ogni piano è porta nei quattro lati ampie superfici rientrate su cui si aprono cinque ordini di finestre (dal basso verso l'alto rispettivamente: monofore, bifore, trifore, bifore e ancora monofore). Ai lati della facciata sono ben visibili due quadranti in pietra (uno segnala le ore per meridiana, l'altro per lancette orarie), entrambi fuori uso. L'attuale orologio è in uso dal 1933. L'interno, a croce greca, è ornato da opere pittoriche, quali i dipinti di Francesco Cozza e la pala dell'altare maggiore, che riproduce la Vergine Assunta sorretta dagli Angeli con in basso gli Apostoli. Un affresco nella cappella di San Francesco, è attribuito al Baciccio (Giovan Battista Gaulli). All'interno della chiesa sono conservate le reliquie di San Bruno, santo patrono, nella cappella omonima.

### Architetture militari
Mura poligonali
La città è circondata da un'ampia cinta muraria, perfettamente conservata che prende il nome di mura ciclopiche. Queste sono intervallate da numerose porte che si aprono lungo tutto il percorso della cinta, la più famosa di queste è la Porta Saracena, che presenta un monolite di copertura lungo oltre tre metri. Taluni hanno paragonato questa cinta a quella della città greca di Micene. Il comune è gemellato con quello di Micene.
Nella parte alta della cittadina è ubicato quanto resta dell'antica Acropoli, dove si trovano la chiesa di S. Pietro costruita sul podio dell'antico tempio dedicato a Giunone Moneta e una cisterna per la raccolta delle acque del III secolo. Diversi reperti dell'antica città romana sono infine visibili presso il locale museo, inclusi i reperti ritrovati durante gli scavi per la realizzazione della vicina ferrovia dell'alta velocità Roma-Napoli.
La cinta esterna e la Porta Saracena
Segni è cinta da un imponente circuito di mura in opera poligonale, lungo il quale si aprono numerose porte fra le quali la Porta Saracena e la Porta Foca.

La Porta Saracena si apre in un raccordo trasversale eretto tra le due cinte, il quale misura all'esterno una lunghezza di 15,50 m, un'altezza che va da 1,80 m a 6 m circa, e una lunghezza di circa 3,40 m. L'apertura della porta, a ogiva tronca all'incirca alta 2,50 m, è larga alla base 3,50 m fino a restringersi a 1,40 m alla sommità, mentre lo spessore delle sue mura all'interno del lato sinistro è di circa 2,55 m. La sua entrata, è coperta da due giganteschi architravi monolitici, lunghi più di 3 metri ciascuno.

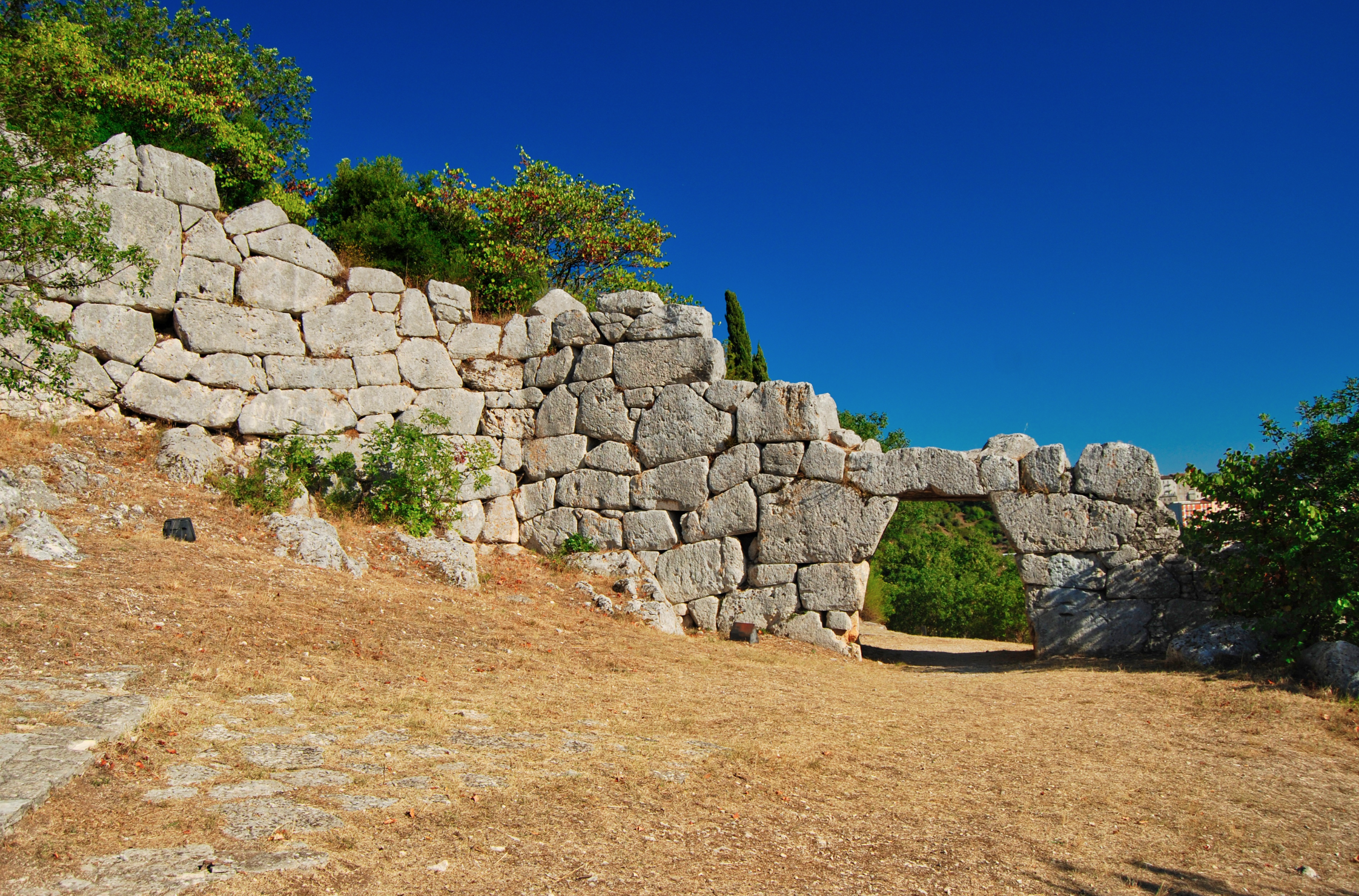
Porta Saracena

## Società

### Evoluzione demografica
Abitanti censiti

### Lingue e dialetti
Il comune di Segni è all'interno dell'area linguistica laziale centro-settentrionale ed è parlato il dialetto segnino. Il dialetto è ancora molto utilizzato dai cittadini.

### Tradizioni e folclore
San Bruno
È la festa del santo patrono di Segni, e per questo è la più sentita e la più ricca di eventi. Si festeggia il 18 luglio. Durante il periodo di festa si svolge il "Palio di S. Bruno", organizzato dal gruppo ippico locale, che comprende prove di velocità e destrezza con il cavallo.
Santa Lucia
La festa di Santa Lucia (13 dicembre) rappresenta una occasione di svago per la comunità dell'antico centro storico, poiché è presente una fiera ed è un giorno festivo.
Il 26 febbraio 2012 è stato donato alla chiesa il busto di San Thomas Becket arcivescovo di Canterbury.
Giostra del Maialetto
Le sue origini risalgono ai primi anni del Seicento poiché in quel periodo il popolo segnino e i conti Sforza, duchi di Segni, ebbero delle dispute per la gabella dovuta per il pascolo dei maiali nel bosco.
Secondo lo statuto la tassa doveva essere incamerata nei fondi comunitari, mentre i duchi volevano assumerla nelle loro casse.
In attesa della sentenza giudiziaria dipendenti dei signori, a colpi di bastone e ramazze di sagina, scacciavano i maiali dal bosco.
Dopo che il popolo finalmente ottenne una sentenza favorevole, i Segnini scimmiottarono la lite con il duca inventando la "Giostra del maialetto". La giostra si svolge lasciando libero dentro la Cisterna Romana, (costruita con opus signinum), un maialino ricercato da cinque squadre (una per contrada) di due uomini ciascuna, bendati, per essere colpito con scope di saggina. Gli uomini sono richiamati dal suono di un campanello che tutti, compreso il maialino, portano legato. Vince la squadra che riesce a colpire più volte il maialino; spesso, però, i concorrenti si colpivano fra loro, ingannati dal suono del campanello degli altri concorrenti, con grande ilarità del pubblico presente.
La Giostra è stata sospesa nel 1992 a causa delle pressioni animaliste.
Nel 2005, 2007, 2008, si è svolta con un uomo travestino al posto del maialino. Dopo venti anni di sospensione domenica 12 agosto 2012 si è svolta di nuovo la giostra con un vero maialino.

## Cultura

### Istruzione

#### Scuole
- Liceo delle Scienze Umane Pier Luigi Nervi.
- Scuola Secondaria I Grado Don Cesare Ionta.[14]
- Scuola Primaria Tommaso Falasca.[15]
- Scuola dell'infanzia Via Marconi.[16]

Musei
Museo archeologico

## Economia

### Agricoltura
A Segni è diffusa la coltivazione del marrone segnino, una varietà di castagna.

### Industria
La cava San Bruno, ubicata nel comune, estrae calcare per la produzione di cemento che viene trasportato nella vicina cementeria Italcementi di Colleferro tramite una serie di 6 nastri trasportatori lunghi in totale 4,3 km.

## Infrastrutture e trasporti

### Ferrovie
|  | È raggiungibile dalla stazione di Colleferro-Segni-Paliano. |

## Amministrazione

### Gemellaggi
- Micene

### Altre informazioni amministrative
- Fa parte della XVIII Comunità dei Monti Lepini.

## Sport

### Atletica leggera
- Atletica Colleferro Segni[19]

### Calcio
- A.S.D. Signia Calcio

### Calcio a 5
- "Città di Segni Calcio a 5"*

### Pallavolo
- Grifo Volley

### Rugby
- Associazione Rugby Football Club Segni

### Tennis
- Tennis Club Segni

### Ginnastica Ritmica
- "A.S.D. In Volo"*

### Ginnastica per signore
- "ASD Salute in Movimento"*

### Nordic Walking
- "Nordic walking*"